# Distretto di Białystok
Il distretto di Białystok (in polacco powiat białostocki) è un distretto polacco appartenente al voivodato della Podlachia.

## Geografia antropica

### Suddivisioni amministrative
Il distretto comprende 15 comuni.
- Comuni urbano-rurali: Choroszcz, Czarna Białostocka, Łapy, Supraśl, Suraż, Tykocin, Wasilków, Zabłudów
- Comuni rurali: Dobrzyniewo Duże, Gródek, Juchnowiec Kościelny, Michałowo, Poświętne, Turośń Kościelna, Zawady

Nel comune rurale di Gródek il bielorusso è riconosciuto e tutelato come lingua della minoranza.